# Autoroute A58 (Italie)
Pour les articles homonymes, voir A58.

Tracé de l'A58

L'autoroute italienne 58, ou A58, correspond au Périphérique Est Extérieur de Milan (ou Tangenziale Est Esterna di Milano en italien). Cette autoroute italienne correspond au deuxième périphérique de Milan, le premier étant l'autoroute A51.

## Description
Le Périphérique Est Extérieur de Milan permet de relier les autoroutes A4, A35 et A1 en évitant de passer à travers le territoire de la ville de Milan. Avec l'A50 (tangenziale Ovest di Milano), l'A51 (tangenziale Est di Milano) et l'A52 (tangenziale Nord di Milano), elle compose le système périphérique de la ville, long de 106 km où transitent chaque jour plus de 70 000 véhicules.

## Projet
Le projet d’un deuxième périphérique Est parallèle à celui déjà existant naît de la nécessité de réduire la quantité de véhicules qui transitent quotidiennement sur cette voie. Le Périphérique Est Extérieur de Milan a été conçu comme une autoroute de raccord entre les autoroutes A4 (Turin-Milan-Venise-Trieste), A51 (Périphérique Est de Milan), A35 (Milan-Bergame-Brescia), A1 (Milan-Bologne-Florence-Rome-Naples) ainsi que des routes départementales et régionales.
Le premier projet préliminaire a été déposé auprès de la Région Lombardie en 2003, projet qui a été ensuite analysé et étudié par les provinces de Lodi et Milan.
La société Tangenziali Esterne di Milano SpA a été fondée au mois de février 2002 dans le but de promouvoir la gestation du projet et la construction du Périphérique Est Extérieur. Les actionnaires principaux de cette nouvelle société étaient Milano Serravalle – Milano Tangenziali SpA (32 %), Autostrade per l'Italia SpA (32 %), Autostrade Lombarde SpA (8 %), Autostrada Torino-Alessandria-Piacenza (8 %) et Banca Intesa (5 %).
La société Tangenziale Esterna SpA est la société dont la tâche est le contrôle, la réalisation et la gestion du nouvel Périphérique Est Extérieur. Elle est directement contrôlé par la société Tangenziali Esterne di Milano SpA.

## Coûts
Le projet préliminaire prévoyait un cout total de 1.578 million d’euros. Un investissement public de 330 millions d’euros était également prévu. 
Finalement, le cout de réalisation de cette œuvre a dépassé le chiffre de 1,7 milliard d’euros dont 360 millions de financements publics.

## Chronologie
- Ouverture du premier chantier du Périphérique Est Extérieur le 11 juin 2012.
- Ouverture de l’autoroute A35 BreBeMi et conséquente mise en service du premier tronçon du Périphérique Est Extérieur entre les échangeurs de Pozzuolo Martesana et Liscate.
- Ouverture totale du trajet le samedi 16 mai 2015[5].

## Parcours
| PERIPHERIQUE EST EXTERIEUR DE MILAN Tangenziale Est Esterna di Milano | |          |
| Type                                                                  | Indication | Province |
|                                                                       | Autoroute A4 (Turin - Venise - Trieste) Aéroport de Milan Malpensa Périphérique Nord de Milan                                               | MB       |
|                                                                       | Pessano con Bornago | MI       |
|                                                                       | Gessate Strada Statale 11 Padana Superiore(Gessate - Gorgonzola - Cassina de' Pecchi - Cernusco Sul Naviglio) Gessate Milan viale Palmanova | MI       |
|                                                                       | Pozzuolo Martesana Cassanese (Melzo - Vignate - Pioltello - Segrate) Périphérique Est de Milan Milan Lambrate                               | MI       |
|                                                                       | Autostrada A35 (Brescia - Bergame) | MI       |
|                                                                       | Liscate Rivoltana ( Aéroport de Milan Linate - Truccazzano - Rivolta d'Adda) Périphérique Est de Milan Milan Viale Forlanini                | MI       |
|                                                                       | Paullo Strada Statale 415 Paullese (Paullo - Crema - Crémone) Périphérique Est de Milan San Donato Milan Rogoredo                           | MI       |
|                                                                       | Aire de service Muzza (en construction) | MI       |
|                                                                       | Vizzolo Predabissi Via Emilia (Melegnano - Lodi - Piacenza)                                                                                 | MI       |
|                                                                       | Autoroute A1 (Milan Corvetto - Bologne - Naples) Périphérique Ouest de Milan Périphérique Est de Milan                                      | MI       |